# Hemopoeza

Schemat hemopoezy.

Hematopoeza w rozwoju ontogenetycznym człowieka.

Hemopoeza, hematopoeza, hemocytopoeza (ze starogreckiego αἷμα (haima) - krew, cytus - komórka, ποιεῖν (poesis) - wytwarzać) – proces wytwarzania i różnicowania się elementów morfotycznych krwi zachodzący w układzie krwiotwórczym poprzez proliferację oraz dojrzewanie komórek macierzystych hemopoezy.
U zdrowego człowieka, w wieku dorosłym, hemopoeza zachodzi jedynie w szpiku kostnym, który znajduje się w kościach.
Oprócz krwiotwórczego szpiku czerwonego w kościach znajduje się także rodzaj tkanki tłuszczowej, którą określa się nazwą szpik żółty.

## Ontogeneza
Komórki blastodermy mogą różnicować się w okresie zarodkowym w:
- angioblasty
- komórki macierzyste hemopoezy.

Następnie komórki macierzyste hemopoezy dzielą się, co kilka dni, niesymetrycznie dając: komórki macierzyste hemopoezy i komórki ukierunkowane (progenitorowa) różnego typu czyli:
- wspólna komórka progenitorowa linii granulocytarnej i mieloidalnej
- wspólna progenitorowa komórka limfopoezy.

Dalsze podziały określane są pojęciami:
- leukopoeza
- erytropoeza
- trombopoeza.

W czasie życia płodowego komórki krwiotwórcze przemieszczają się do wątroby i śledziony, gdzie odbywa się hemopoeza. W 2. połowie okresu płodowego dochodzi też do stopniowego zasiadlania przez komórki krwiotwórcze szpiku. U płodu i u dzieci w okresie wzrostu szpik czerwony znajduje się we wszystkich kościach, natomiast u osoby dorosłej głównie w kościach biodrowych, trzonach kręgów, żebrach i mostku.
W sytuacjach szczególnych i w przebiegu niektórych chorób może dojść do podjęcia czynności krwiotwórczej przez śledzionę i wątrobę u dorosłego.